# Joakim Engberg
Joakim Engberg, född 24 mars 1979, är en svensk före detta MMA-utövare som tävlade i weltervikt.

## Tränarkarriär
År 2004 startade Joakim Engberg sin klubb GBG MMA i Redbergslidsboxnings lokaler.
Joakim stod i ringhörnan under den första svenska vinsten i UFC av Per Eklund. 2011 hjälpte han Alistair Overeem att besegra Brock Lesnar i Las Vegas i ett fullsatt MGM Casino.

## Proffskarriär
Joakim Engbergs MMA karriär går tillbaka till 1997. Som amatör gick fick Engberg 17 raka vinster av hans 18 matcher.
Den 28 februari 2003 gjorde Engberg sin proffsdebut i staden Modena i norra Italien. Motståndaren Fabricio Nascimento kom från Brasilien med Brasiliansk Jiu-jitsu som bakgrund. Matchen gick tiden ut och Engberg förlorade sin debut via domslut.
2011 gjorde Engberg sin sista match som professionell och därefter satsade han heltid som MMA-tränare på GBG MMA.

## Tävlingsfacit
| Resultat | Facit | Motståndare         | Metod                   | Evenemang                         | Datum             | Rond | Tid   | Plats               | Notering |
| -------- | ----- | ------------------- | ----------------------- | --------------------------------- | ----------------- | ---- | ----- | ------------------- | -------- |
| Förlust  | 0-1   | Fabricio Nascimento | Domslut (enhälligt)     | Italia Extreme 1                  | 28 februari 2003  | 1    | 06:00 | Modena, Italien     |          |
| Förlust  | 0-2   | Musail Alaudinov    | Submission (slag)       | M-1 MFC - Russia vs. the World 6  | 10 oktober 2003   | 1    | 6:59  | Moskva, Ryssland    |          |
| Vinst    | 1-2   | Ski Skirskis        | TKO (slag)              | EVT 1 - Genesis                   | 6 december 2003   | 1    | 2:58  | Köpenhamn, Danmark  |          |
| Oavgjort | 1-2   | Landon Showalter    | Oavgjort                | Absolute Fighting Championships 7 | 27 februari 2004  | 2    | 5:00  | Florida, USA        |          |
| Förlust  | 1-3   | Daniel Weichel      | Domslut (enhälligt)     | EVT 4 - Gladiators                | 26 september 2004 | 3    | 5:00  | Stockholm, Sverige  |          |
| Vinst    | 2-3   | Sami Berik          | Domslut (enhälligt)     | Ultimate Warrior Challenge 4      | 2 juni 2007       | 1    | 0:37  | England             |          |
| Vinst    | 3-3   | Ville Manninen      | TKO (slag)              | FinnFight 9                       | 15 december 2007  | 1    | 3:20  | Åbo, Finland        |          |
| Förlust  | 3-4   | Jeff Lawson         | Submission (kneebar)    | AA - Night at the Opera           | 8 juni 2008       | 1    | 2:30  | Boscombe, England   |          |
| Vinst    | 4-4   | Kevin Reed          | Submission (rear-naked) | Rumble of the Kings 2             | 27 februari 2009  | 1    | 2:57  | Norrköping, Sverige |          |
| Vinst    | 5-4   | Eddie NG            | TKO (slag)              | Strike and Submit 10              | 26 april 2009     | 1    | 3:02  | Gateshead, England  |          |
| Förlust  | 5-5   | Tim Radcliffe       | Submission (rear-naked) | Rumble of the Kings 3             | 22 maj 2009       | 2    | 3:00  | Malmö, Sverige      |          |
| Vinst    | 6-5   | David Gardner       | TKO                     | Rumble of the Kings 4]            | 20 november 2009  | 2    | 2:48  | Stockholm, Sverige  |          |
| Förlust  | 6-6   | Richie Whitson      | TKO (slag)              | Rumble of the Kings 5             | 27 november 2010  | 3    | 3:11  | Stockholm, Sverige  |          |
| Vinst    | 7-6   | David Rosmon        | Domslut (enhälligt)     | Vision FC 2 - Vision 2            | 19 mars 2011      | 3    | 5:00  | Karlstad, Sverige   |          |